# Aganonerion polymorphum
Aganonerion polymorphum är en oleanderväxtart som beskrevs av Jean Baptiste Louis Pierre. Aganonerion polymorphum ingår i släktet Aganonerion och familjen oleanderväxter. Inga underarter finns listade i Catalogue of Life.